# The Royal Concept
Pour les articles homonymes, voir TRC.
The Royal Concept (TRC) est un groupe suédois de rock alternatif, originaire de Stockholm. Formé en 2010, il était connu sous les noms de Concept Store, The Concept et Stockholm's Royal Concept. Depuis 2011, le groupe est composé de David Larson (chant, guitare, synthétiseur), Filip Bekic (guitare), Robert Magnus (basse) et Frans Povel (percussion).

## Histoire

### Débuts (2010–2012)
En 2010, les membres de Robyn, Tove Styrke et Veronica Maggio, forment le groupe Concept Store, et sortent leur premier single, Damn. En 2011, le groupe change son nom en The Concept. Oscar Nilsson quitte le groupe et est remplacé par le bassiste Robert Magnus. Ensemble, ils sortent D-D-Dance et Gimme Twice. 
Au début de 2012, le groupe change son nom en The Royal Concept et signe au label Lava Records publiant un EP en juin. Ils sortent aussi leurs morceaux World on Fire et Naked and Dumb, suivis par une tournée américaine avec The Wombats, puis Wolf Gang, avant de retourner en studio finir leur prochain album.

### GoldrushedetSmile(2013–2018)
En 2013, le groupe sort le single On Our Way et annonce la sortie de leur premier l'album, Goldrushed, qui sort le 11 septembre 2013 en Suède. Le single Goldrushed fait partie de la bande originale du jeu de football FIFA 13. On Our Way sera quant à elle présente dans le jeu de football FIFA 14 ainsi que dans la série Glee (Saison 5, épisode 5 The End of Tweerk).
La deuxième sortie de The Royal Concept a lieu le 21 août 2015, avec l'album Smile. Le single homonyme, Smile, est repris dans le jeu FIFA 16. Fashion apparait dans l'émission de télévision iZombie. Le groupe effectue une tournée en Amérique du Nord pour soutenir l'album.

### The Man Without Qualities(depuis 2019)
Le 24 mai 2019, TRC publie The Man Without Qualities, leur première sortie depuis leur rupture avec Republic Records. L'album est décrit comme plus mature que les précédents albums du groupe, avec un peu de continuité mais avec plus de climax et d'émotion ainsi qu'en montrant un côté plus psychédélique de leur son,.
Le groupe avait initialement prévu que The Man Without Qualities soit leur dernier album, mais après avoir quitté le monde bureaucratique des grands labels de musique, une nouvelle vibration les a poussés à aller de l'avant, et ils ont travaillé avec Chris Seefried pour produire l'album. The Royal Concept effectue une tournée en Chine avant la sortie de l'album et annonce ensuite une tournée au Japon, en Suède et en Espagne.

## Membres

### Membres actuels
- David Larson - chant, guitare, synthétiseur (depuis 2010)
- Filip Bekic - guitare (depuis 2011)
- Robert Magnus - basse (depuis 2010)
- Frans Povel - batterie, percussion (depuis 2010)

### Anciens membres
- Oscar Nilsson - chant (2010-2011)

## Discographie

### Albums studio
- 2013 : Goldrushed (édition suédoise ; 25e des charts suédois[10])
- 2019 : The Man Without Qualities

### EP
- 2012 : The Royal Concept
- 2013 : Royal
- 2015 : Smile
- 2018 : The Wake Up (sortie asiatique)

### Singles
- 2010 : Damn!
- 2011 : DD-Dance
- 2011 : Gimme Twice (35e des Billboard Alternative Songs)
- 2012 : World on Fire
- 2012 : Naked and Dumb
- 2012 : Lost in You
- 2013 : On Our Way
- 2019 : Need to Know
- 2019 : Up All Night
- 2019 : Kick It